# 陳浩 (正統進士)
陳浩（1420年—？），字仲知，直隸松江府華亭縣人，民籍。明朝政治人物。進士出身。

## 生平
應天府鄉試第十八名。正統七年（1442年）壬戌科會試第八十名，殿試登進士第三甲第三十八名。

## 家族
曾祖父陳貴。祖父陳伯達。父亲陳文璧，曾任石首知縣。